# Betamotor

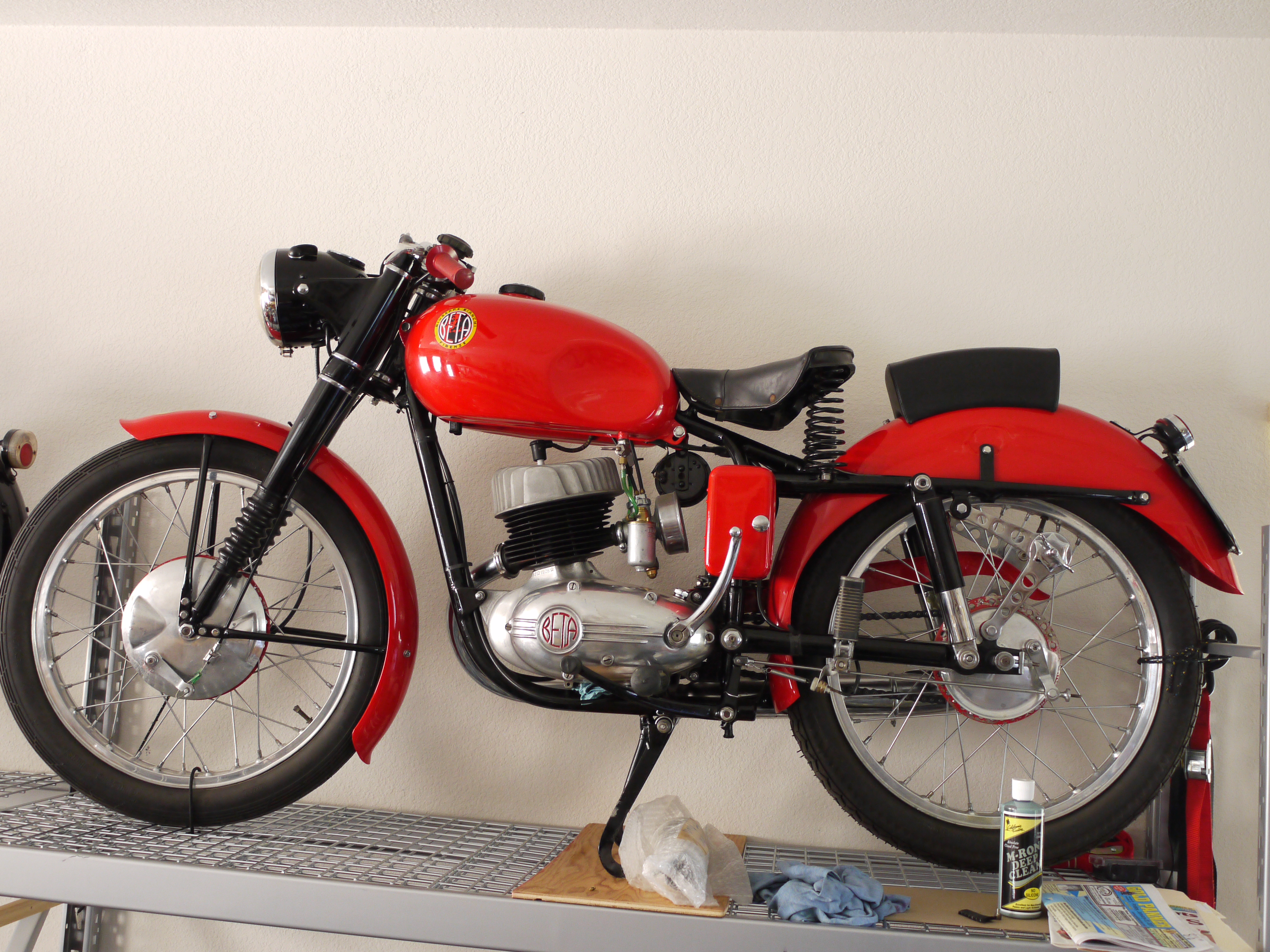
Beta 160 Sport, 1955

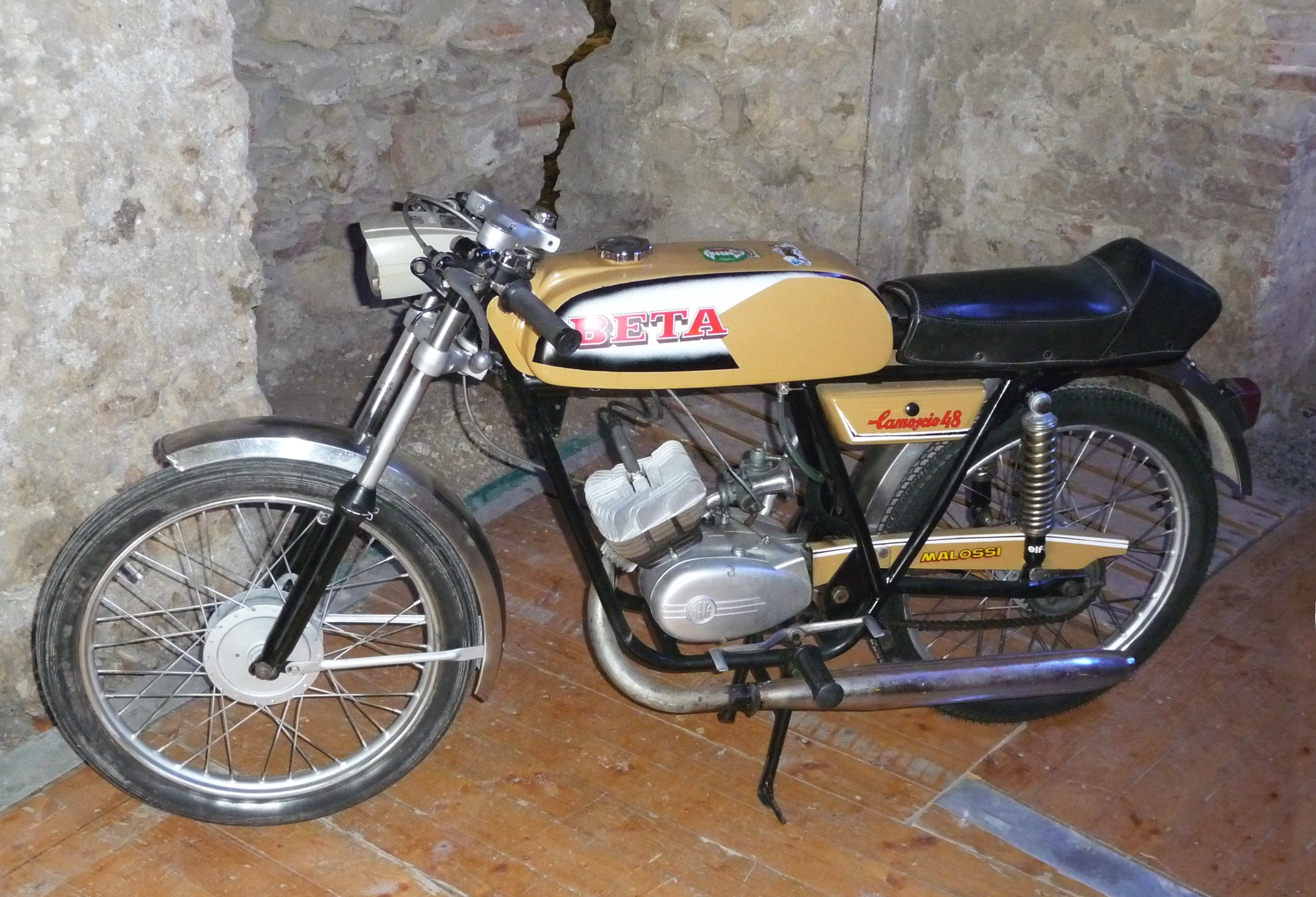
Beta Camoscio 48, 1973

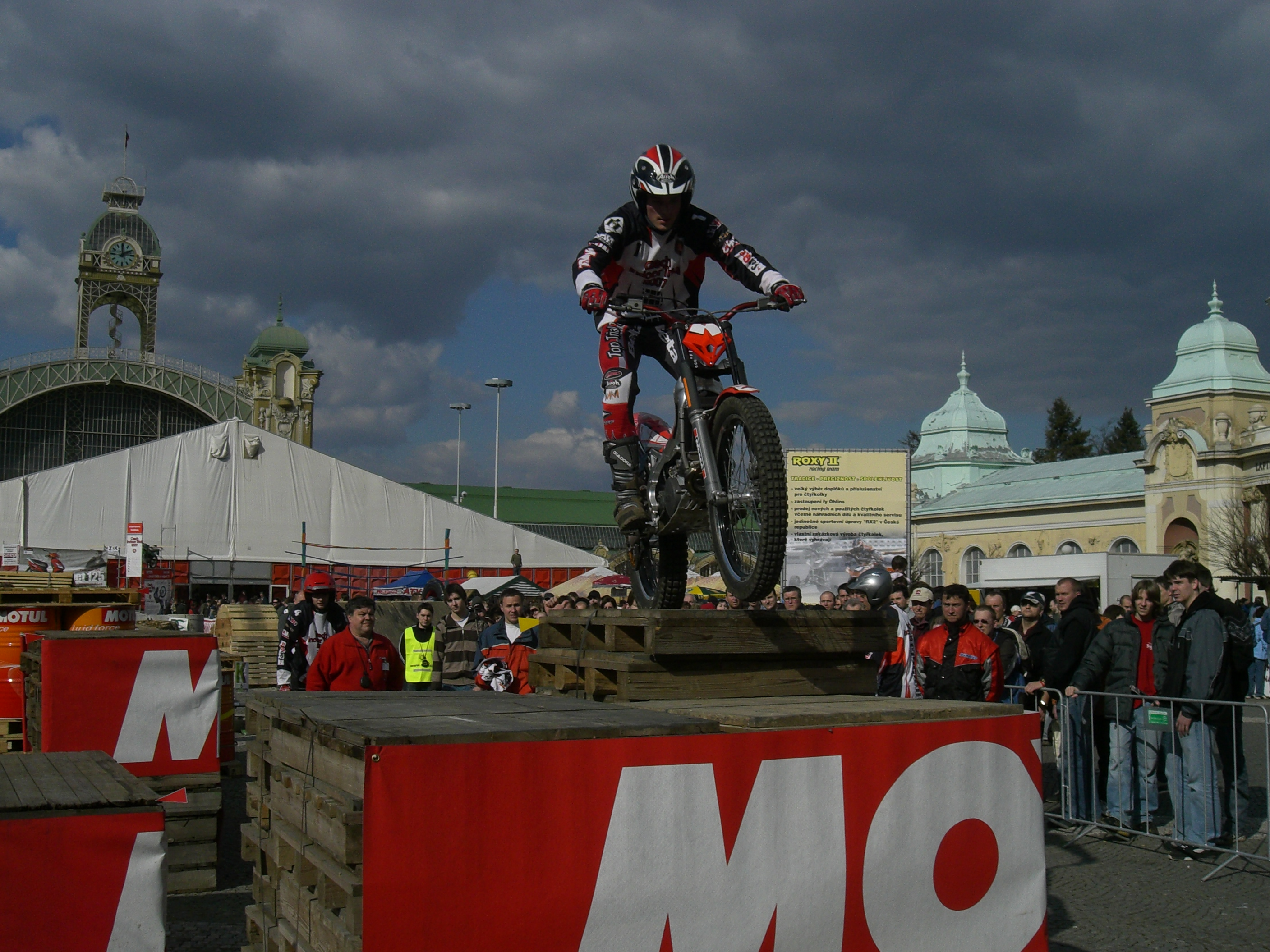
Motorrad-Trial Prag, 2007

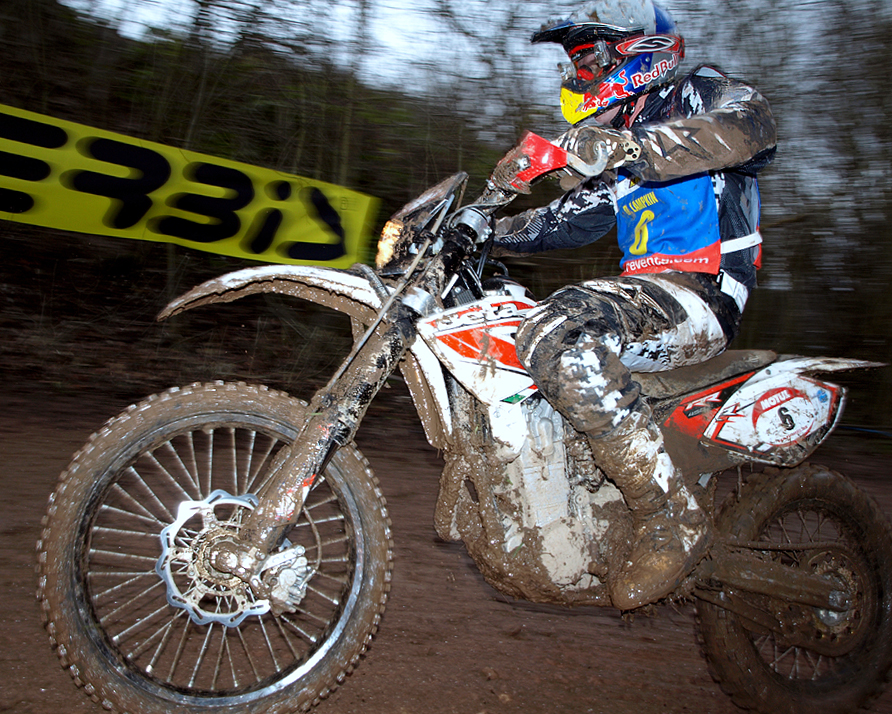
Dougie Lampkin, World Xtreme Enduro, 2009

Betamotor S.p.A. ist der italienische Hersteller von Motorrädern und Motorrollern der Marke Beta. Sein Schwerpunkt liegt im Trial- und Endurosport. Der Firmensitz befindet sich in Rignano sull’Arno. Die Manufaktur ist die Drittälteste in der Motorradbranche.
Zum 1. Januar 2025 waren in Deutschland 22.542 Beta-Krafträder zum Straßenverkehr zugelassen, was einem Anteil von 0,4 Prozent entspricht.

## Geschichte

### Gründung
Die Firma wurde 1904 unter dem Namen Società Giuseppe Bianchi in Florenz gegründet und produzierte damals Fahrräder in Handarbeit.
Im Zuge der Modernisierung des Unternehmens im Jahre 1940, wurde der Firmenname in BETA umbenannt (aus den Initialen der beiden Gründer – Bianchi, Enzo und Tosi, Arrigo) und man begann einzylindrige Zweitaktmotoren in die hauseigenen Fahrradrahmen zu montieren. So verließen die ersten Motorräder das Werk.
In den 1960er Jahren begann Beta mit der Entwicklung und Produktion selbstentwickelter Motoren, die bis heute in eigenen Motorrädern und Motorrollern verbaut werden. Dabei handelte es sich anfangs um einzylindrige Zweitaktmotoren. Erst später entwickelte man auch Viertaktmotoren, blieb jedoch dem Konzept des Einzylinders treu.

### Neuer Hauptsitz
Im Jahre 1972 verlagerte Beta seinen Hauptsitz nach Rignano sull’Arno und produziert seitdem hauptsächlich Kleinkrafträder, Leichtkrafträder, Hard-Enduros und Trial-Motorräder.
Seit 2002 produziert Beta mit den Modellen Jonathan 350, Euro 350 und Alp 200 auch Motorräder für den alltäglichen Straßeneinsatz. Dabei kauft Beta das Einzylinder-Aggregat der 350er-Modelle beim japanischen Motorradhersteller Suzuki. Ende 2003 erweiterte der Hersteller sein Portfolio um die Modelle Alp 4.0 und Motard 4.0, die wie Jonathan und Euro auf dem Einzylinder der Suzuki DR 350 aufbauen. Darüber hinaus stellt Beta 50-cm³- und 125-cm³-Enduros und Supermotos her, die von Yamaha-Motoren aus dem Hause Minarelli angetrieben werden.

### Modellgeschichte
Seit 2010 verbaut Beta in die Enduro-Modelle RR 4T Viertaktmotoren aus eigener Entwicklung und Produktion.
2011 wurde eine 350 cm³-RR 4T der Produktpalette hinzugefügt. Der Rahmen der RR-Modelle wird seit diesem Modelljahr in roter Farbe als Reminiszenz an die Beta-Enduro-Modelle der 1970er Jahre lackiert.
2012 wurde der Hubraum der Maschinen erstmals angepasst, so wurde die RR 520 4T zur RR 498 4T. Das Design der Maschinen wurde im Allgemeinen angepasst, die vordere Lampenmaske wurde geändert, sowie die Halterung des vorderen Kotflügels. Außerdem wurde der Rahmen komplett erneuert mit Schwingenrohren mit einem Durchmesser von 28 mm, zuvor waren es 25 mm. Es wurde ebenfalls ein neuer Endschalldämpfer verbaut, welcher eine Erhöhung der Leistung im gesamten Einsatzbereich garantiert. Eine der größten Neuheiten des Baujahres ist die neue 48 mm Upside-Down-Teleskopgabel der Marke Sachs mit TFX-System (TwinFlux Technology-Systems), welches exklusiv für Beta entwickelt wurde. Zusätzlich bekamen die Factory-Versionen dieses Baujahres der RR ab Werk eine andere Auspuffanlage der Marke Arrow.
2013 kamen die RR 250 2T und RR 300 2T Modelle (2T bezeichnet Zweitaktmotor) in den Verkauf der Firma hinzu.

## Geschäftsbereiche

### Motorradmodelle
2018 vertreibt BETA folgende Modelle im europäischen Raum:
Trial
Einzylinder Zweitaktmotor:
- Evo 2T 125 (124,8 cm³)
- Evo 2T 250 (249,7 cm³)
- Evo 2T 300 (296,5 cm³), Evo 2T 300 SS (Super Smooth)

Einzylinder Viertaktmotoren:
- Evo 4T 300 (297,3 cm³)

Enduro
wassergekühlte Einzylinder Viertaktmotoren:
- RR 125 LC
- RR 350 (349,1 cm³, 109 kg)
- RR 390 (385,6 cm³, 109 kg)
- RR 430 (430,9 cm³, 110 kg)
- RR 480 (477,5 cm³, 110 kg)

wassergekühlte Einzylinder Zweitaktmotoren:
- RR 125 (124 cm³)
- RR 250 (249 cm³, 104 kg)
- RR 300 (293,1 cm³, 104 kg)
- XTrainer 250 (249 cm³, 99 kg)
- XTrainer 300 (293,1 cm³, 99 kg)
- RR 50 motard (49,9 cm³, 90 kg)[2]
- RR 50 enduro (49,9 cm³, 90 kg)

Zu den RR-Modellen gibt es jeweils eine Racing-Version, in den ältere Baureihen der Enduros auch Factory genannt, mit hochleistungsfähigem Fahrwerk so wie vielen Spezialkomponenten.

## Erfolge im Motorsport
- 1976: Italienischer Meister in der 125er Cross-Seniorklasse durch Paolo Piron
- 1987, 1989, 1990, 1991: Weltmeister in der Trial-Weltmeisterschaft (Jordi Tarrés)
- 1987 und 1988: Teilnahme an der Peru-Rally, Fahrer war auch hier Jordi Tarrés auf einer TR34 bzw. einem 0-Serien-Prototypen
- 1997, 1998 und 1999: Gesamtsiege in der Trial-Weltmeisterschaft durch Dougie Lampkin
- 2016: Weltmeister in der Klasse E3 der Enduro-Weltmeisterschaft durch Steve Holcombe auf einer Beta RR 300[3]
- 2016: Weltmeistertitel der Konstrukteure[4]
- 2016: Vizeweltmeister in der Klasse E3 der Enduro-Weltmeisterschaft durch Johnny Aubert[5]
- 2016: Italienischer Meister in der Klasse E2 der Enduro-Weltmeisterschaft durch Alex Salvini[6]